# Sadistic Mica Band (映画)
『Sadistic Mica Band』（サディスティック ミカ バンド) は、2007年制作の音楽ドキュメンタリー映画。
企画は李鳳宇。2007年10月13日シネカノン有楽町2丁目新館にて公開。その後各地公開。

## 概要
- 内容は、1972年にデビューした日本のロックバンド「サディスティック・ミカ・バンド」の結成から現在までを描いた音楽ドキュメンタリー。再結成を機に、2007年3月8日にNHKホールにて行った18年ぶりのライブを軸として話を進める。
- 2006年に再結成を果たした際には、「映画公開は2007年初春」としていた。
- バンドメンバーの出演者は、すべて本人が本人役で出演している。
- 雑誌「Weeklyぴあ」調査による、10月13日公開の映画の満足度ランキングでは2位にランクインした。
- シネカノン有楽町2丁目新館にて10月13日より公開ののち、千葉、大阪、福岡など含める11ヵ所での公開が行われる。

## 出演
- 加藤和彦
- 高橋幸宏
- 小原礼
- 高中正義
- 木村カエラ
- 奥田民生

ほか

## スタッフ
- 監督・撮影・編集：滝本憲吾
- 監修：井筒和幸
- プロデューサー：呉徳周、金箱明大
- ラインプロデューサー：杉原奈実
- 撮影監修：木村信也
- 整音：松本昇和
- 音楽録音：田中武
- アートディレクション：信籐三雄
- photo：鋤田正義、三浦憲治
- 宣伝：関根圭